# Attack of the Killer App
Attack of the Killer App (укр. «Атака вбивчої програми») — третій епізод шостого сезону мультсеріалу «Футурама».

## Сюжет
Корпорація Мамочки представляє новинку, яка переверне світ: eyePhone (Окофон). Він так називається, тому що вставляється прямо в око. Серед програм для окофона найпопулярнішою стала Twitcher (від Twitter і англ. Witch). Матуся назвала цей застосунок «Убивчим додатком № 1». Матері необхідно, щоб хто-небудь з користувачів твітчера набрав більше мільйона передплатників, щоб через нього можна було поширити вірус, що перетворює людей в армію зомбі, які виконують усі команди матусі.
Команда Planet Express-а, побачивши як по-варварськи переробляють отруйні відходи на планетах «третього світу», вирішила використовувати свої електроприлади якомога довше. Але побачивши рекламу eyePhone, всі разом викинули свої старі телефони. Більше того: всі згодні простояти добу в черзі і зазнати неприємної процедури вбудовування eyePhone в око. Адже всі ці складності гаснуть перед можливістю користуватися Twitcher-ом.
Відразу після покупки eyePhone Бендер і Фрай посперечалися, хто з них першим набере мільйон передплатників. Здавалося б, у Фрая немає шансів: Бендер відмінно знає, що потрібно публіці. Однак Фраю випадково вдалося зняти пікантне відео з участю Ліли, яке може принести його блогу скажений успіх.
Фраю належить зробити вибір: або він піддає приниженню Лілу, опублікувавши відео зі співаючою бородавкою Ліли, або піддасться приниження сам — проспоривши, повинен буде стрибнути в басейн, наповнений екскрементами двоголового інопланетного козла. Фрай все-таки опублікував відео і набрав мільйон абонентів одночасно з Бендером — тепер ніхто не повинен стрибати в басейн. Але терпіти приниження Лілі довелося недовго: через день про неї забули, оскільки у Twitcher-і з'явилося нове відео, де Фрай стрибає в той самий басейн добровільно. Дізнавшись про це, Ліла пробачила Фраю.
А тим часом Мамочка запустила свій вірус. Але на Фрая і Лілу він не діяв. На Фрая — тому, що у нього відсутні дельта-хвилі в мозку, а на Лілу — просто тому що вона не підписалася на блог Фрая.

## Винаходи майбутнього
- Eye-Phone, який вбудовується прямо в око
- Програма-хробак, що перетворює користувачів Eye-Phone на зомбі, що виконують всі команди Мамочки.